# مسجد سويقة علوان
مسجد سويقة علوان مسجد أثري يعود تاريخه إلى العصر العثماني في فلسطين. يقع داخل أسوار البلدة القديمة لمدينة القدس، في سويقة علوان الذي يمتد من موقف السيارات الكائن في باب الخليل وحتى ملتقى طريق البازار وحارة النصارى من الشرق. يتسم البناء بالأقواس، وللمسجد محراب مجوف مبلط ببلاط صغير ملون، وقد تم ترميمه حديثا، ولا يوجد للمسجد مئذنة، وفيه مكتبة صغيرة.

## الطراز المعماري والإنشائي
- يتميز بأسلوب العناصر القوسية التي تنتهي بعقد نصف برميلي، وتعكس العمارة العثمانية التقليدية .[2]
- السقف منخفض ومستوٍ، ولا يحتوي المسجد على مئذنة، ويرتكز على بنية بسيطة مترابطة مع السوق المجاور .[2]
- بجواره مدخلان متتالِيان يؤديان إلى مصلى داخلي عبر دهليز ضيق، مع عدة درجات تصعد إلى الداخل[2]

## تفاصيل داخلية: محراب ومكتبة ومرافق
- يحتوي على محراب مجوف مبطّن ببلاط صغير متعدد الألوان، تمت ترميمة حديثة تشمل البلاط والأرضية والجدران حتى ارتفاع متر تقريبًا .[2]
- داخل المسجد مكتبة صغيرة متواضعة، تخدم رواد السوق والمصلين.
- بما أنه صغير الحجم، لا يُقام فيه إلا الصلاة في أوقات الظهر والعصر والمغرب فقط، ويؤمّه بشكل رئيس التجار والمصلين من السوق

## التطوير والترميمات
- في عام 1945م، استُبدل الباب بأخرى خشبية جديدة، وعُين الإمام الشيخ كامل مبارك .
- بعد ثلاثة أعوام، أضيف إليه التيار الكهربائي، وأُطلق عليه حينها اسم مسجد حمزة بن عبد المطلب .
- الترميم الأخير شمل تجديد بلاط المحراب والأرضيات والجدران، دون تغيير الطراز المعماري التاريخي

## الدور الاجتماعي والتجاري
- المسجد اليوم يخدم رواد السوق المحليين، ويُقام فيه صلاة الظهر والعصر والمغرب من قبل التجار والسكان القريبين .
- يمثل جزءًا من نسيج السوق العريق، وهو سوق تجاري سياحي يشتهر ببيع الحلي التراثية والأحجار الكريمة، رغم تراجع الحركة السياحية في السنوات الأخيرة[3]